# Miturgopelma australiense
Espèce
Synonymes
- Odo australiensis Hickman, 1944

Miturgopelma australiense est une espèce d'araignées aranéomorphes de la famille des Xenoctenidae.

## Distribution
Cette espèce est endémique d'Australie. Elle se rencontre dans le Territoire du Nord, en Australie-Méridionale et au Queensland adjacent.

## Description
Le mâle syntype mesure 6,9 mm et la femelle syntype 9,7 mm.

## Systématique et taxinomie
Cette espèce a été décrite sous le protonyme Odo australiensis par Hickman en 1944. Elle est placée dans le genre Miturgopelma par Raven, Hebron et Williams en 2023.

## Étymologie
Son nom d'espèce, composé de australi[a] et du suffixe latin -ensis, « qui vit dans, qui habite », lui a été donné en référence au lieu de sa découverte, l'Australie.

## Publication originale
- Hickman, 1944 : « Scorpions and spiders. The Simpson desert expedition, 1939-Scientific reports No. 1, Biology. » Transactions of the Royal Society of South Australia, vol. 68, p. 18-48 (texte intégral).